# Joan Aulí i Padró
Joan Aulí i Padró (Barcelona, 1883 - 1954) fou un compositor català. Va estudiar al Conservatori Nacional de Mèxic, ciutat on va realitzar la seva activitat. Va ser durant diversos anys sotsdirector de l'Orfeó Català de Mèxic i va ocupar càrrecs a la directiva de la Societat Mexicana d'Autors. La seva faceta de compositor va estar gairebé exclusivament dirigida al teatre musical, component revistes, operetes i diversos cuplets, entre ells el popularitzat per Raquel Meller A hierro muere. A l'arxiu de la Societat General d'Autors i Editors de Madrid es conserven diverses obres escèniques de la seva autoria.

## Obres
- La reina del Carnaval, Opt, 2 act, 1, Maurente, est, 1-VI-1918, Gran Teatro
- Arco Iris, Rv, 2 act, col, J. Benlloch, 1, T. Borrás/E. Velasco, est, 27-IX-1922, Te. Apolo
- Hay fuego en el rabal, 1, L. G. Manegat/J. C. Alfaro, 1930
- La presumida, 1 act, 1, J. de Lucio, est, XI-1932, Barcelona
- La tela, 2 act, 1, Muñoz Seca/Pérez Fernández, est, 24-II-1934, Barcelona
- Redención, 2 act, 1, Baena/F. Coscolla/J. López, est, 1-III-1934, Barcelona
- Rancho grande, 3 act, 1, A. Roure, est, 17-IX-1941, Te, Olimpia, Barcelona
- De la tierra a Venus, espectáculo, 2 act, 1, J Valls Roma, est, 24-X-1944, Te. Tívoli, Barcelona
- La estrella de Pancho Villa, 3 act, 1, A. Roure/J. Pons, est, 10-II-1945, Te. Victoria, Barcelona
- Donna Pia o El tirano de Pisa
- El pescador de coral
- La Diosa fortuna, col. Pascual Marquina
- La máscara roja, Zarz, 3 act, 1, L. T. Maurente
- Nueva patria, 1, C. Baena/F. Coscolla, est, Valencia